# Sanatorium Irena w Połczynie-Zdroju
Sanatorium Irena (dawniej, niem. Marienbad) – szkieletowy budynek sanatorium, zlokalizowany w uzdrowisku Połczyn-Zdrój przy ul. Zdrojowej. 

## Architektura
Obiekt z muru pruskiego wzniesiono w 1874 (lub 1854) jako sanatorium Marienbad. Od 1916 w posiadaniu lokalnego szpitala joannitów, dla którego stanowił zaplecze uzdrowiskowe. W 1947 zlokalizowano tutaj dyrekcję uzdrowiska połczyńskiego, a nazwa upamiętnia Irenę Morawską-Hildebrandt – wieloletnią administratorkę połczyńskiego kompleksu uzdrowiskowego. Cenna jest snycerska dekoracja budynku oraz otwarta na park zdrojowy weranda. 
Obecnie obiekt zarządzany jest przez spółkę "Uzdrowisko Połczyn".

## Galeria

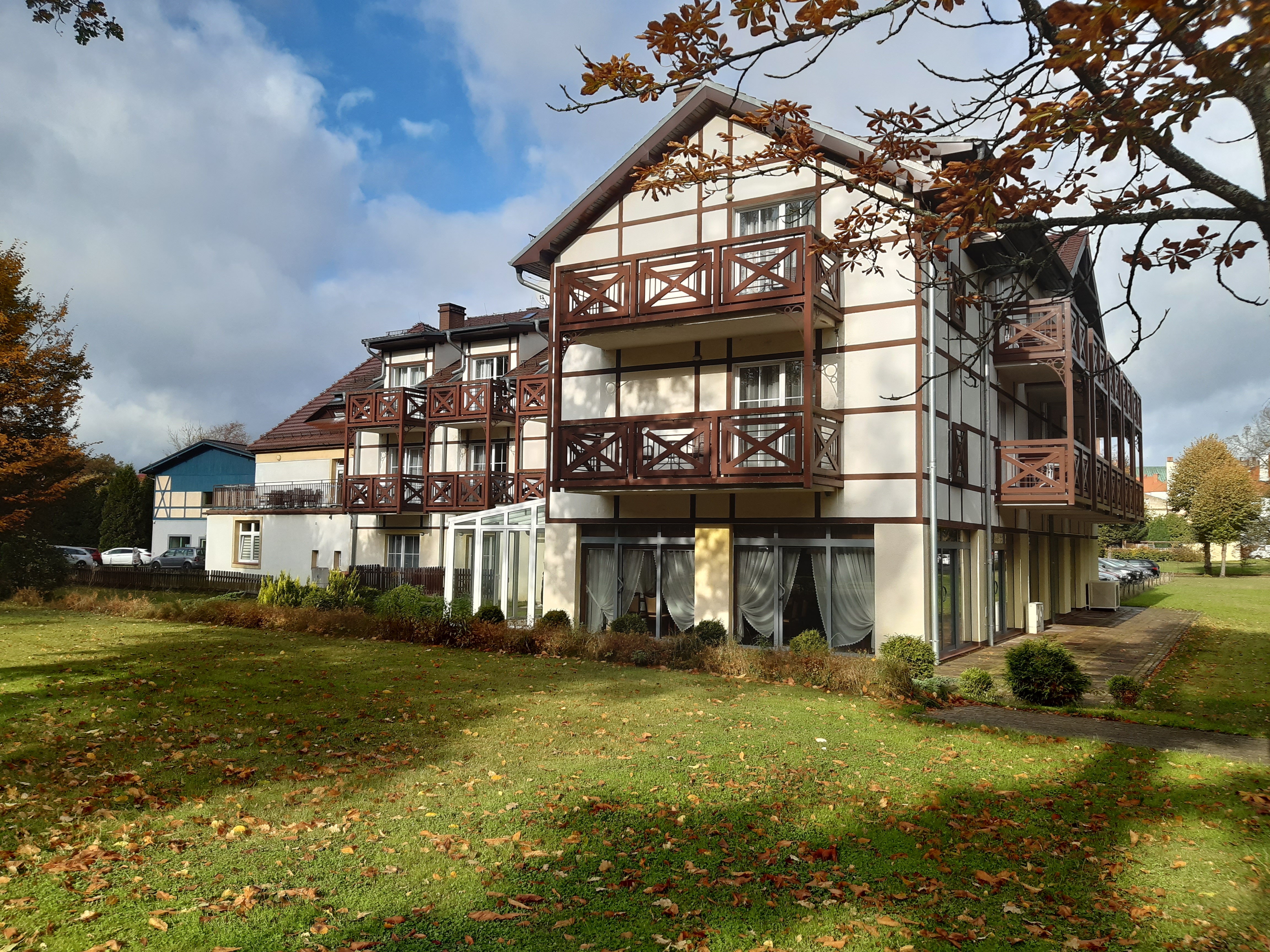
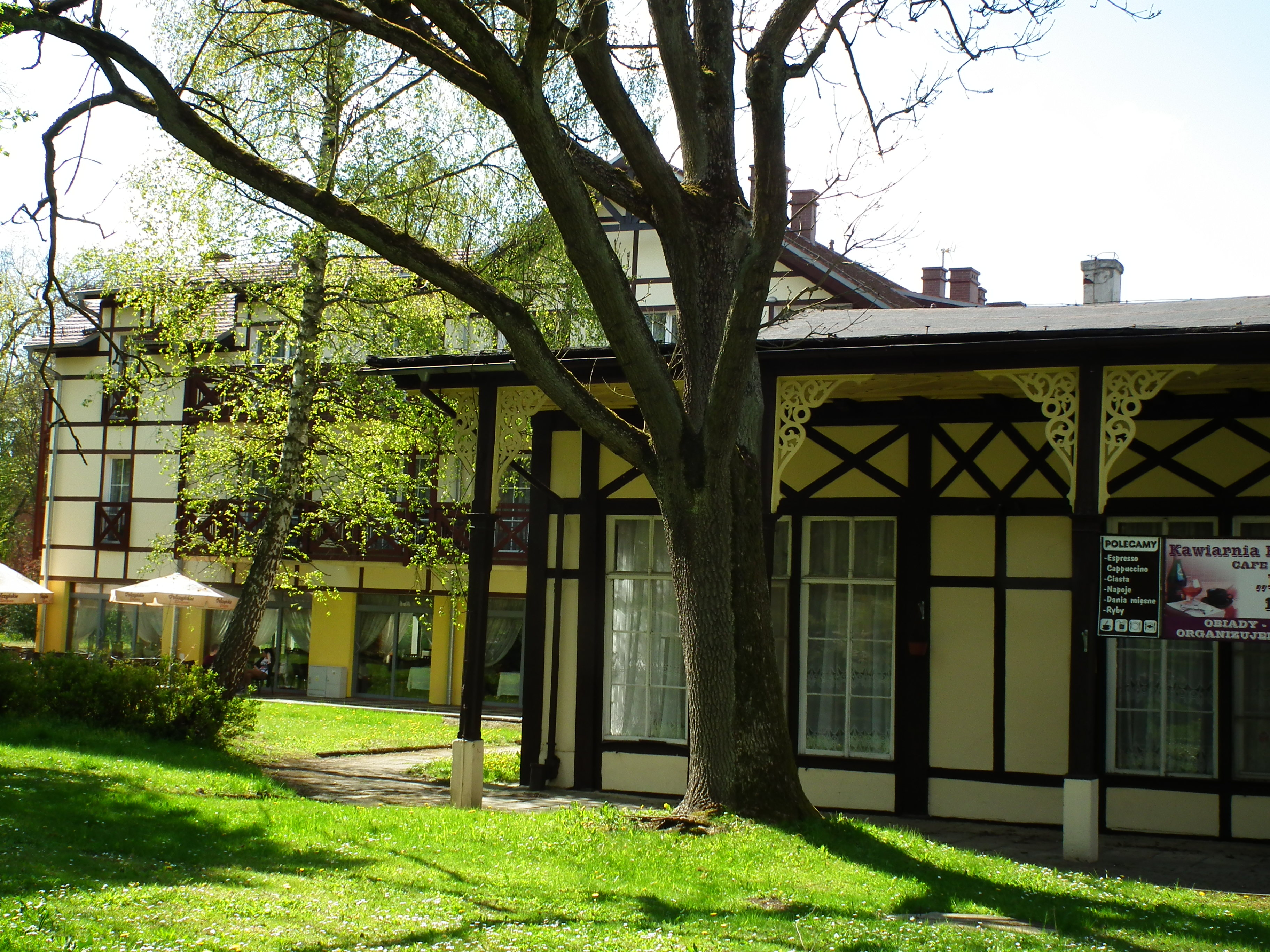
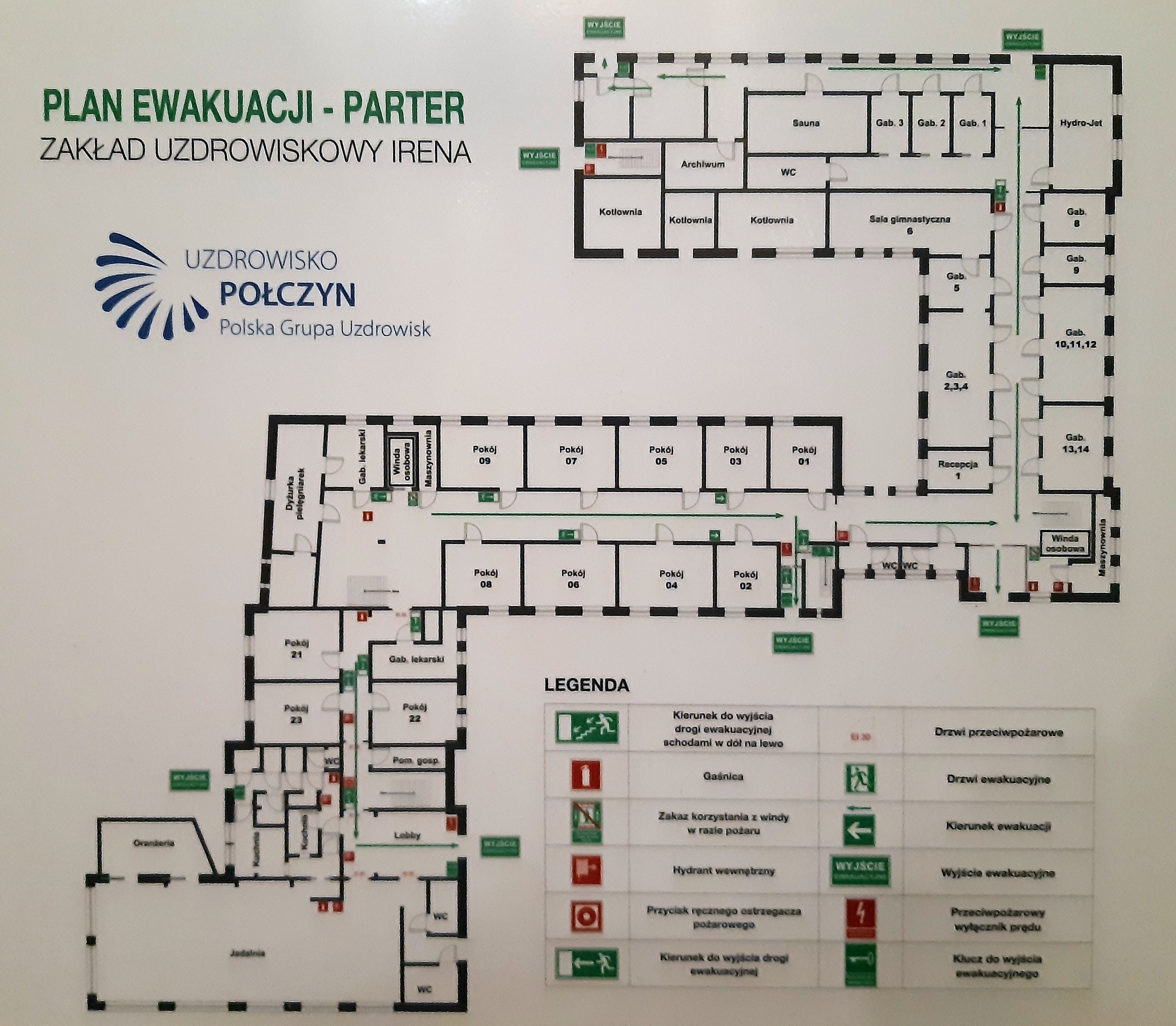